# Пим (река)
Пим — река в России, протекает по территории Сургутского района Ханты-Мансийского автономного округа, правый приток Оби. Длина реки — 390 км, площадь водосборного бассейна — 12 700 км². На реке расположен город Лянтор и посёлок Нижнесортымский.

## Гидрология

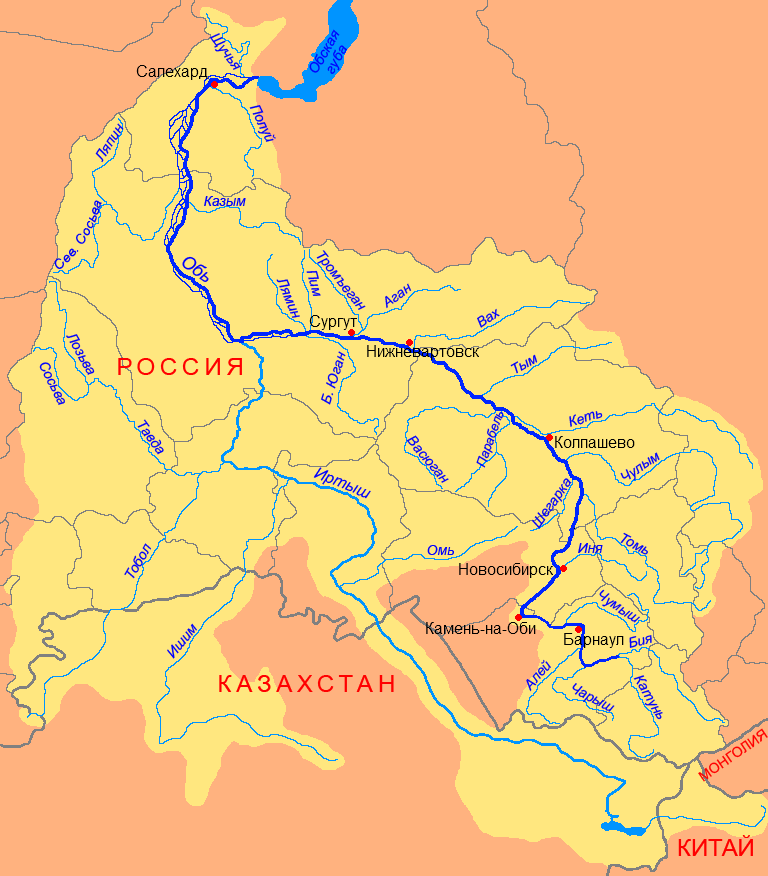
Бассейн оби

Исток реки расположен в Сибирских Увалах. Берёт исток из озера Пимтыйлор на высоте 136 м над уровнем моря. Течёт преимущественно на юг по водно-болотным угодьям. Впадает в Обь справа на высоте 24,8 м над уровнем моря. Судоходна в нижнем течении.
Питание реки смешанное (преимущественно снеговое). Ледоход в мае, ледостав во второй половине ноября. Половодье длится полгода с мая по октябрь. В августе высокая межень. Среднегодовой расход воды в 66 км от устья составляет 85,36 м³/с.
| Средний расход воды (м³/с) реки Пим по месяцам с 1956 по 1987 гг. (замеры производились на гидрологическом посту в 66 км от устья) |

## Экологическое состояние
В бассейне реки ведётся интенсивная нефтегазодобыча, так по состоянию на 2005 год, только в районе Лянторского нефтегазоконденсатного месторождения действовали свыше 3600 скважин, а протяжённость трубопроводов превышала 3800 км. В водах Пима наблюдалось высокий уровень нефтяных углеводородов, что объясняется как природными, так и техногенными факторами.
В бассейне Пима наблюдается исключительно высокая заболоченность территории. В водах Пима наблюдается низкая минерализация, с малым содержанием хлоридов и сульфатов. Воды имеют интенсивное окрашивание, которое вызвано большим количеством гуминовых веществ и железа.

## Основные притоки
(расстояние от устья):
- 21 км: Вирсияун
- 44 км: без названия
- 48 км: без названия
- 50 км: Мильтонъяун
- 63 км: Лёкъявин (Мамонькина)
- 65 км: Вачимъяун
- 78 км: Лематъяун
- 94 км: Якъяун
- 99 км: Энтль-Юхлынгъяун
- 105 км: Тапъяун
- 112 км: Тутлеймъяун
- 122 км: Лархни
- 135 км: Котингтур
- 153 км: Ай-Пим
- 162 км: Тосамыяха (Ватьяун)
- 170 км: Вочингъяун
- 187 км: Ятыпсёяха
- 220 км: Косамыяха
- 274 км: Сортымпим
- 295 км: Посынгъявин (Тапъяха)
- 313 км: Ёхомпим
- 334 км: Лукъёхан

## Данные водного реестра
По данным государственного водного реестра России относится к Верхнеобскому бассейновому округу, водохозяйственный участок реки — Обь от города Нефтеюганск до впадения реки Иртыш, речной подбассейн реки — Обь ниже Ваха до впадения Иртыша. Речной бассейн реки — (Верхняя) Обь до впадения Иртыша.